# Bolborhinum trilobulicorne
Bolborhinum trilobulicorne là một loài bọ cánh cứng trong họ Geotrupidae. Loài này được Mondaca & Smith miêu tả khoa học năm 2008.